# Bukov Vrh, Gorenja vas-Poljane
Bukov Vrh este o localitate din comuna Gorenja vas - Poljane, Slovenia, cu o populație de 100 de locuitori.